# Štefan Lešický
Štefan Lešický [štěfan lešický] (1921 Piešťany – 1986 Nitra) byl slovenský fotbalový brankář. Jeho synem je slovenský fotbalový trenér Milan Lešický.

## Hráčská kariéra
V československé lize chytal za Žilinu. V nižších soutěžích hrál také za Nitru.

### Prvoligová bilance
| Ročník             | Zápasy | Góly | Minuty | Nuly | Klub           |
| ------------------ | ------ | ---- | ------ | ---- | -------------- |
| I. liga 1948       | –      | 0    | –      | –    | Slovena Žilina |
| I. liga 1949       | –      | 0    | –      | –    | Slovena Žilina |
| I. liga 1950       | –      | 0    | –      | –    | Slovena Žilina |
| CELKEM I. ČS. LIGA | –      | 0    | –      | –    |                |